# Beverly Hills Chihuahua
Beverly Hills Chihuahua (Un chihuahua en Beverly Hills en España, Una chihuahua de Beverly Hills en Hispanoamérica) es una película de comedia estadounidense de la productora Disney dirigida por Raja Gosnell, estrenada el 3 de octubre de 2008. El protagonista es una prepotente chihuahua de Beverly Hills que se pierde en México mientras que su cuidadora está de vacaciones en el país. Con actores y actrices (algunos de ellos solo prestan sus voces) como Jamie Lee Curtis, Andy García, Plácido Domingo, George Lopez (Papi) o Drew Barrymore (Cloe). Edward James Olmos (El Diablo) y Cheech Marin prestan sus voces para interpretar personajes de la historia. El elenco está integrado además por los actores Nick Zano (Bryan), Marguerite Moreau (Blair), Michael Urie (Sebastián), Ali Hillis (Angela), Maury Sterling (Rafferty), Julie Claire (Claire), Manolo Cardona (Sam), Mike Faiola (Josh) y José María Yazpik (Vásquez), que no serán personajes de animación, sino reales. “Un chihuahua de Beverly Hills” (título en España) se rodó en formato de 35 milímetros, para su realización contó con 60 entrenadores y 200 animales y fue producida por David Hoberman, Todd Lieberman y John Jacobs, mientras que el guion corrió a cargo de Analisa LaBinco y Jeffrey Bushell.

## Argumento
La película cuenta la historia de la perrita Chihuahua llamada Chloe, quien es originaria de Beverly Hills. Su dueña, Viv (Jamie Lee Curtis), se va de viaje de negocios y deja a Chloe con su sobrina Rachel (Piper Perabo). Mientras está a cargo de Chloe, Rachel es invitada a ir de vacaciones a México, y se lleva a Chloe con ella. Durante las vacaciones, Chloe se harta de estar con Rachel y una noche que esta se va a una discoteca con sus amigas, Chloe se escapa y la secuestran. Se la llevan a Ciudad de México, donde conoce a otros perros que la ayudarán a encontrar la fuerza necesaria para que vuelva casa, proceso durante el cual, vivirá un sinnúmero de aventuras. La consentida perrita, al encontrarse sola por primera vez en su vida, deberá confiar en sus inesperados nuevos amigos, entre ellos un rudo pastor alemán conocedor de las calles y que responde al nombre de Delgado, así como el tierno cachorro Papi, quien intentará conquistar su corazón. Rachel no se dará por vencida, pues también intentará buscarla por todos los medios posibles y con la ayuda de sus amigos, encontrar a la amada mascota de su tía, por lo que iniciará una desesperada búsqueda para llevar a Chloe y Papi de vuelta a su hogar y tenerla de nuevo entre sus brazos, pies y manos.

## Elenco
- Jamie Lee Curtis como Vivian Ashe.
- Piper Perabo como Rachel Ashe.
- Manolo Cardona como Sam Cortez.
- Ali Hillis como Angela.
- Maury Sterling como Valeria Gómez.
- Jesús Ochoa como Oficial Ramírez.
- Rusco como Papi.[2]
- Angel como Chloe.[2]

Voces
- Drew Barrymore como Chloe una chihuahua.
- Andy García como Delgado un pastor alemán.
- George Lopez como Papi un chihuahua.
- Edward James Olmos como El Diablo un doberman.
- Plácido Domingo como Montezuma un Long-haired Chihuahua.
- Paul Rodríguez como Chico una iguana.
- Cheech Marin como Manuel una rata.
- Loretta Devine como Delta una caniche.
- Luis Guzmán como Chucho un gran danés.
- Michael Urie como Sebastian un pug.
- Eddie "Piolín" Sotelo como Rafa un bull terrier.

### Versión hispanoamericana
- Director de diálogo: Enrique Cervantes.
- Traductor: Katya Ojeda.
- Estudio de Doblaje: Taller Acústico, S.C.
- Ingeniero de grabación: Luis Cortéz.
- Estudio de Edición: Diseño en Audio ''DNA''.
- Editor de Diálogo: Carlos Castro.
- Director Crealivo: Raúl Aldana.

Doblaje al español producido por: Disney Character Voices International, INC.

## Elenco y doblaje
| Personaje                      | Actor de reparto      | Doblaje de Hispanoamérica | Doblaje de España     |
| ------------------------------ | --------------------- | ------------------------- | --------------------- |
| Chloe Winstron Ashe            | Drew Barrymore        | Rosalba Sotelo            | Mar Bordallo          |
| Papi Cortez                    | George López          | Mario Filio               | Juan Amador Pulido    |
| Sam Cortez                     | Manolo Cardona        | Manolo Cardona            | Juan Logar Jr.        |
| Chucho                         | Luis Guzmán           | Filomeno López Fiore      |                       |
| Delgado                        | Andy García           | Mario Arvizu              | José Antonio Ceinos   |
| El Diablo                      | Edward James Olmos    | Jorge Lavat               | Pablo Adán            |
| Rachel Ashe Lynn               | Piper Perabo          | Mireya Mendoza            | Olga Velazco          |
| Manuel                         | Cheech Marin          | Humberto Vélez            | Rafa Romero           |
| Mocte Moctezuma                | Plácido Domingo       | Plácido Domingo           | Plácido Domingo       |
| Oficial Ramírez                | Jesús Ochoa           | Jesús Ochoa               | Jesús Ochoa           |
| Vivian Winstron Ashe (Tía Viv) | Jamie Lee Curtis      | Patricia Martínez         | María Luisa Solá      |
| Rafa                           | Eddie "Piolín" Sotelo | Eddie "Piolín" Sotelo     | Eddie "Piolín" Sotelo |
| Sebastián                      | Michael Urie          | Panda Zambrano            |                       |
| Vendedor de la tienda          | Eugenio Derbez        | Eugenio Derbez            | Eugenio Derbez        |

### Curiosidades
- El actor Manolo Cardona dobla al español a su propio personaje.

### Voces Adicionales
| Voces Adicionales Hispanoamericano | Voces Adicionales Hispanoamericano | Voces Adicionales Hispanoamericano |
| ---------------------------------- | ---------------------------------- | ---------------------------------- |
| Agustín L. Lezama                  | Álvaro Álvarez                     | Irving Corona                      |
| Ana Cecilia Anzaldúa               | Janel Morga Vera                   | Analiz Sánchez                     |
| Jesse Conde                        | Ana Teresa Ávila                   | Jorge Lavat                        |
| Andrés Pardave                     | José Luis Miranda B.               | Álex Magaña                        |
| Juan Carlos Cedeño                 | Álex Nahum                         | Juan Carlos Tinoco Ripoll          |
| Carlos Luyando                     | Julián Lavat                       | Carmen Vera                        |
| Luna Arjona                        | César Izaguirre                    | Miguel Calderón                    |
| Claudia Cervantes                  | Daniel Abundis                     | Nacho Casas                        |
| Diana Pérez Revatett               | Octavio Rojas                      | Edson Matus                        |
| Olivia Luna                        | Elena Berenice Ruíz Cortés         | Raúl Aldana                        |
| Enrique Cervantes                  | Ramón Bazet                        | Erick Salinas                      |
| Raymundo Armijo Ugalde             | Ernesto Casillas                   | Ricardo Silva Elizondo             |
| Fernando Calderón                  | Romina Marroquin Payró             | Fernando Manzano                   |
| Víctor Ugarte Fonseca              | Francisco Colmenero                | Yotzamit Ramírez                   |
| Gabriela Guzmán Munguía            | Ydy Aedo                           | Gaby Cárdenas                      |
| Germán Fabregat                    | Gioyanna Acha Alemán               | Gwendolyne Flores                  |
| Héctor Miranda                     | Héctor Moreno De Alba              | Hedrian Sánchez Espinosa           |
| Hiram Vilchez                      | Hugo Serrano                       | Jon Huertas                        |

## Efectos visuales
- Se realizaron en Cinesite de Londres, supervisados por Matt Johnson.

## Música
- "This Is My Paradise" Fue el primer y único sencillo de la película Beverly Hills Chihuahua 2 promovido e interpretado por la canta-autora Bridgit Mendler también de Enrique Iglesias - Hero. Contiene un video promocional el cual se promocionó en Disney Channel.

Con otras series de canciones las cuales son:
- Gwen Stefani - Rich girl
- Kylie Minogue - Wow
- Megan McCauley - Porcelain Doll
- Dj Bobo - Chihuahua
- Righ said Fred - I'm too sexy
- Enrique Iglesias - Hero
- Roy Orbison - Pretty woman
- The cat empire - Hello hello
- The Champs - Tequila
- Los Pericos - Caliente

## Filmada
- Quarry Studios & Locations.

## Secuelas
En 2009 se anunció una secuela llamada Beverly Hills Chihuahua 2. Lamentablemente no tiene ni a Piper Perabo, ni a Drew Barrymore ni a la mitad de famosos de la primera, solo George Lopez aparece en la película como Papi otra vez. También hay nuevos personajes, como dos pastores alemanes en entrenamiento, o Papi Jr, el hijo de Papi, interpretado por Zachary Gordon. Se lanza en DVD en febrero del 2011.
Otra secuela, Beverly Hills Chihuahua 3: Viva La Fiesta, se estrenó por Walt Disney Studios Home Entertainment el 18 de septiembre de 2012, en un combo pack de dos discos Blu-ray/DVD.